# خالو حسین بردخونی

تندیس خالوحسین در میدان ورودی شهر بردخون که به سال ۱۳۹۲ در سالگرد مبارزات تاریخیش در جنگ جهانی اول در شهریورماه نصب گردید.

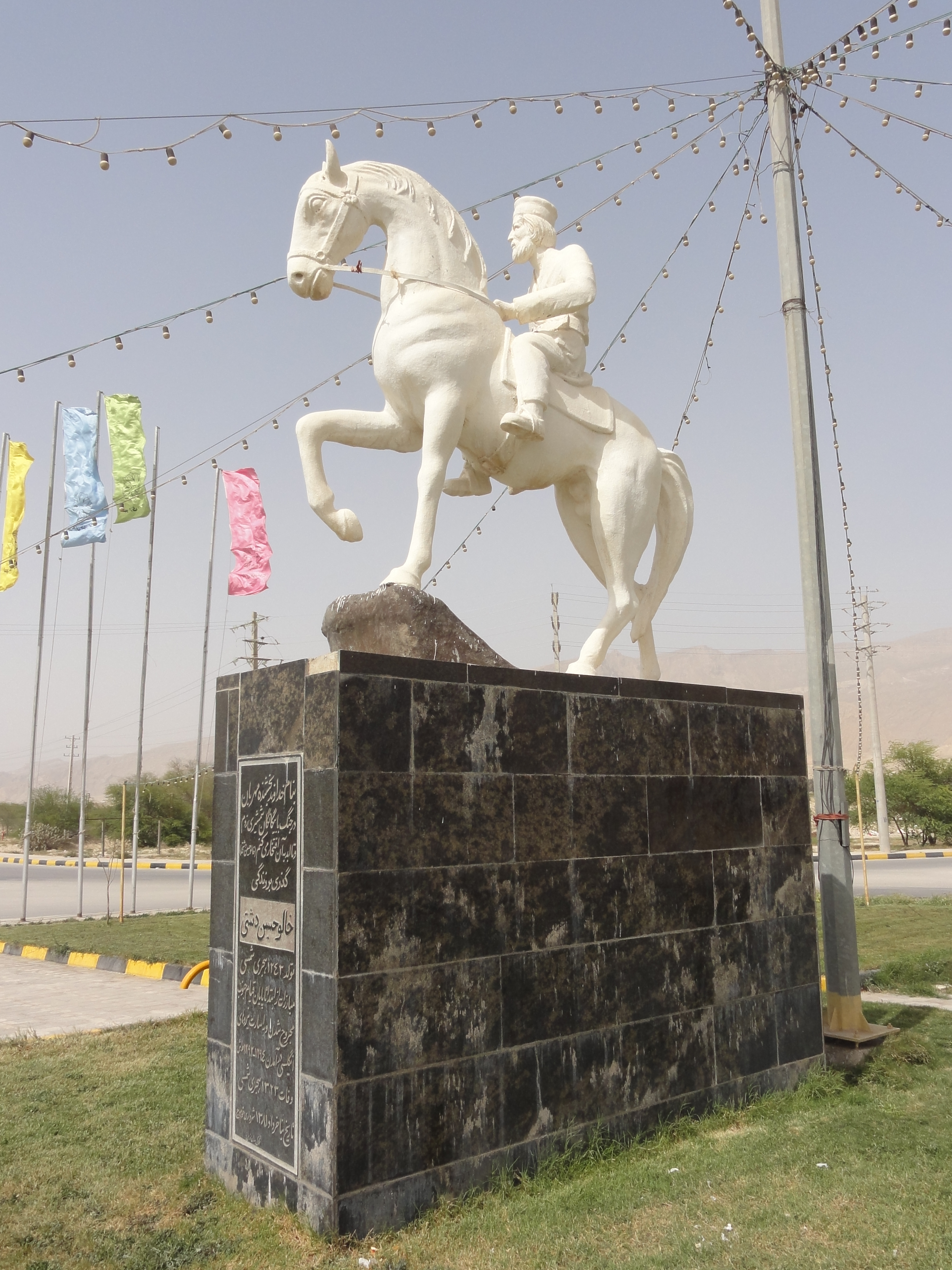
تندیس خالوحسین که سالهاست در «میدان خالوحسین دشتی» ورودی شهر خورموج مرکز شهرستان دشتی نصب شده‌است. منطقه دشتی در قدیم دو شهرستان دیر و دشتی کنونی را شامل می‌شده و تا کنون نیز از جهات فرهنگی منطقه دشتی سرزمینی شناخته شده‌است، از اینرور هرچند خالوحسین از اهالی بردخون (شهرستان دیر) است اما اهالی خورموج که روزگاری مرکز دشتی قدیم بوده و شهرستان دشتی نیز وی را از آن خود می‌دانند. (امروزه بردخون شهری در شهرستان دیر است و پیش از آن تا سال ۱۳۵۸ روستایی از شهرستان دشتی بوده‌است و در زمان خالوحسین از نواحی اصلی و مراکز دینی و علمی بلوک یا منطقه دشتی بوده‌است)

اولین کتاب (کتابچه) تألیفی دربارهٔ خالوحسین، تألیف: سید قاسم یاحسینی، ۱۳۷۵.

خالوحسین بردخونی دشتی (خالوحسین فولادی) از مبارزان نبرد با دولت انگلیس و از همرزمان رئیس‌علی دلواری فرزند حاجی اسماعیل به سال ۱۲۸۵ قمری برابر با ۱۲۴۷ خورشیدی (۱۸۶۸ میلادی) در بردخون شهرستان دیر (استان بوشهر) متولد شد.
خالوحسین در اولین مبارزه خود، در دوره استبداد صغیر محمدعلی شاه سال ۱۳۲۷ ه‍.ق به همراهی با آزادی‌خواهان انقلاب مشروطه در بوشهر به رهبری سید مرتضی علم‌الهدی اهرمی شتافت. وی با نیروهای تحت امرش به یاری رئیسعلی و نیروهای تنگستانی شتافت و مشروطه در بوشهر برقرار شد.

پس از آن در جنگ جهانی اول به سال ۱۳۳۳. ق برابر با ۱۲۹۴. ش (۱۹۱۵ میلادی)، با پیروی از فتاوای مراجع بزرگی چون آیت‌الله میرزا محمدتقی شیرازی (میرزای دوم)، آیت الله سیدعبدالله بلادی و آیت الله شیخ عبدالنبی بحرانی علیه هجوم نیروهای بریتانیا به سواحل ایران، در رأس قوای دشتی همرزم رئیسعلی دلواری بود و به یاری تنگستانی‌ها شتافت که پس از کشته‌شدن رئیسعلی به جنگ ادامه داد تا زخمی و اسیر شد و پس از حدود یکسال آزاد گردید.

خالوحسین در سال ۱۳۰۸ شمسی با خوانین منطقه در برابر سیاست دولت رضاشاه مبنی بر خلع سلاح جنوب ایران و ایلات و عشایر ایستادگی کرد و دست به نبرد مسلحانه با نیروهای ارتش دولت مرکزی زد؛ و از خود سازش نشان نداد. از این رو به اتهام توطئه دستگیر و ۱۸ ماه زندانی شد.
خالوحسین پس از بیماری، در هفتم شعبان ۱۳۶۵ قمری برابر با ۱۷ تیر ۱۳۲۵ ش. (۸ ژوئیه ۱۹۴۶ میلادی) درگذشت و در وادی السلام در نجف، به خاک سپرده شد.

## زندگینامه خالوحسین
خالوحسین بردخونی به سال ۱۲۸۵ ه‍.ق (۱۲۴۷ ه‍.ش/ ۱۸۶۸ م)، در بردخون، که آن روز از نواحی دشتی قدیم بود متولد شد. پدرش حاجی اسماعیل فولادی و مادرش زینب دختر حاج محمد فخرایی است. او را «حسین» نامیدند و در بزرگسالی به «خالوحسین» شهرت یافت.
کودکی «خالوحسین» در همان قریه بردخون گذشت.
تحصیلاتش در حد خواندن و نوشتن بوده، از نوجوانی اسب سواری و تیراندازی را آموخت.
خالو پس از مرگ پدر کدخدای بردخون شد.

### خاندان خالوحسین بردخونی
اصل خاندان خالو حسین متعلق به روستای «باغک» از توابع تنگستان است؛ بنابراین به یک معنی خاندان خالوحسین در اصل «تنگسیر» بوده‌اند. نیای این خاندان، که نامش «خالوحسین» بود، دراواخر زمان پادشاهی «فتحعلی شاه» از روستای باغک به بردخون مهاجرت کرد و ساکن بردخون شد وی مردی شجاع، مقاوم و دولتمند بود که تمول و ثروت قابل ملاحظه‌ای داشت.

### خالوحسین و رئیسعلی
خالوحسین از عهد کودکی رئیس‌علی بنا به نسبت خانوادگی (مادر بزرگ {پدری} خالو با مادر رئیسعلی از یک طایفه بودند) با او در تماس بود.
علاقه خالوحسین به رئیس علی به علت شجاعت و شهامتی که در او سراغ داشت فاصلهٔ سنی بین آن‌ها را از میان برداشته بود (خالو حسین چهارده سال از رئیسعلی بزرگتر بود) به همین دلیل عزت واحترام رئیس علی در چشم خالو بیش از حد متعارف بود.

## مبارزات خالوحسین

### مبارزات مشروطه‌خواهی
در سال ۱۳۲۷ ه‍.ق برابر با ۸–۱۲۸۷. ش (۱۹۰۹. م) در دوره استبداد صغیر محمدعلی شاه، «سید مرتضی مجتهداهرمی» از طرف «سید عبدالحسین لاری» به بوشهر آمد وی با کمک عده‌ای از جمله رئیسعلی دلواری، زایر خضرخان اهرمی، میرزا حسین‌خان برازجانی، خالوحسین بردخونی، رئیس عبدالحسین دشتی و احمدخان انگالی موفق شدند که شهر را تصرف کنند.

### نبرد خالوحسین در جنگ جهانی اول
سومین هجوم انگلیسی‌ها به بوشهر در رمضان سال ۱۳۳۳ ه‍.ق برابر با اواسط تابستان ۱۲۹۴. ش (۱۹۱۵. م) در جنگ اول جهانی صورت گرفت که انگلیس بی‌طرفی ایران را نقض کرد و برای حفظ منافع خود به جنوب ایران حمله‌ور گردید خارک، بوشهر، برازجان، و… را به اشغال خود درآورد در این اوضاع و احوال، رئیسعلی دلواری برای ژرفا بخشیدن به مبارزات ضدانگلیسی خود، به دیدار خوانین منطقه تنگستان و دشتی رفت و آنان را به قیام و مقاومت مسلحانه علیه نیروهای انگلیس برانگیخت. او با خالوحسین نیز دیداری داشته و او را به مبارزه دعوت کرد. در همین زمان علماء و مجتهدین مقیم «نجف اشرف» و «کربلا» طی فتواهای جداگانه‌ای علیه بریتانیا اعلام جهاد کردند. از جمله فتوای علماء که مستقیماًّ از نجف اشرف برای خالو حسین ارسال شد، متن جهادیه آیت الله شیرازی بود.
فتوای علماء و دعوت شخصی رئیسعلی دلواری و آیت‌الله بلادی بوشهری، خالوحسین را مصمم به شرکت در جنگ کرد. به دنبال این تصمیم، وی پیک‌هایی به روستاهای اطراف بردخون فرستاد و سران روستاها را مطلع کرد. دیری نپایید که جمع تفگچی‌ها گرد خالوحسین اجتماع کردند و خود را آماده حرکت به سوی تنگستان و دلوار، که جبهه مقدم نبرد محسوب می‌شد، نمودند که تعداد تفنگچی‌ها ۱۵ نفر بود.
پس از نبرد دلوار، خالو حسین به اتفاق رئیسعلی، چندین مرتبه مواضع دشمن در بوشهر شبیخون زدند «واسموس» نیز شرکت داشت.

#### جنگ دلوار
به دنبال اشغال بوشهر، در ۲۷ رمضان ۱۳۳۳. ق برابر با ۱۷ مرداد ۱۲۹۴. ش (۸ اوت ۱۹۱۵. م) نیروهای انگلیسی با چهار ناو جنگی به دلوار عازم شد.
به دلیل بدی آب وهوا، با چند روز تأخیر، در ۳ شوال/ ۱۳ اوت انگلیسی‌ها عملیات حمله به دلوار را آغاز کردند.
قوای خالوحسین از راه لاور ساحلی و بخش ساحل دریا خود را به دلوار رساندند. آن‌ها درست هنگامی به دلوار رسیدند که جنگ سختی بین نیروهای انگلیسی و تنگستانی‌ها درگرفته بود.
خالوحسین و تفنگچی‌های دشتی بدون درنگ به یاری مجاهدین تنگستانی شتافته و وارد کارزار شدند.
انگلیسی‌ها از دریا با توپ‌های دورزن، مواضع مجاهدین را زیر آتش قرار دادند. تنگستانی و دشتی‌ها ناچار دست به عقب‌نشینی تاکتیکی زده و به مناطق اطراف دلوار پناه بردند. با فرارسیدن شب، نیروهای تنگستانی و دشتی دست به شبیخون علیه انگلیسی‌ها زدند و تلفات به آنان وارد آوردند؛ و انگلیسی‌ها با بر جای گذاشتن ده‌ها نفر کشته و زخمی مجبور به عقب‌نشینی از دلوار و پناهنده شدن به ناوهای مستقر در خلیج فارس شدند.
دراین نبرد میجر «وینتل» (Wintle) فرمانده نیروهای پیاده‌شده در دلوار به دست رئیسعلی دلواری زخمی و ناخدا سوم «تی.ثی.ا. بلومفیلد» (Blomfild) کشته شد.

#### جنگ کوه‌کزی
در شب ۲۳ شوال ۱۳۳۳. ق برابر ۱۱ شهریور ۱۲۹۴ ش. (۳ سپتامبر ۱۹۱۵) رئیسعلی دلواری در یک حملهٔ شبانه که به مواضع دشمن (انگلیسی‌ها) در منطقه «تنگک صفر» توسط یکی از خودی‌های خائن از پشت موردهدف گلوله قرار گرفت و شهید شد.
کشته‌شدن رئیسعلی تأثیر ویرانگری بر روحیهٔ خالوحسین گذاشت و خشم او را از بریتانیا و قوای متجاوزش به نهایت رساند. خالو مصمم شد انتقام خون رئیسعلی را از انگلیسی‌ها بگیرد و بی صبرانه منتظر فرارسیدن روز حمله بود.
نقل شده که خالوحسین برای قبولاندن و تحمیل نظر و عقیدهٔ خود به منظور اعتراض به نظر واسموس و جلب پشتیبانی شیخ حسین خان چاهکوتاهی و زائر خضرخان، در فصل تابستان طاقت فرسای اهرم تا تصویب رای و پیشنهادش در آفتاب سوزان روی زمین تفتیده نشست. زیرا واسموس معتقد به جنگ فرسایشی و پارتیزانی بود ولی خالوحسین معتقد به صف‌آرایی در برابر قوای خصم بود سرانجام با اصرار و پافشاری خالو، رای خالوحسین را پذیرفتند.
جنگ در منطقهٔ «کوه‌کزی» نزدیکی بوشهر، واقع شد. در این جنگ برای تصرف بوشهر با تمام نیرو وارد عمل شدند. انگلیسی‌ها نیز با تمام توان رزمی با نیروهای مجاهدین برخاسته و به سختی از خود مقاومت نشان دادند.

#### اسارت خالوحسین
در جنگ کوه‌کزی خالوحسین از خود شجاعت و دلاوری فراوانی نشان داد و ۱۳ نفر از افسران و سربازان انگلیسی را شخصاً کشت. وی در حال نبرد از ناحیه ران و بازو به شدت مجروح شد.
دراین حال فشنگ‌های او نیز به اتمام رسید. با تمام شدن فشنگ به «کمال‌محمد فخرایی»، یکی از تفنگچی‌های همراهش فرمان داد که شال سفیدی بر سر تفنگ کرده و آن را به علامت تسلیم بلند نمایند. انگیسی‌ها بلافاصله با مشاهده پرچم تسلیم به سوی او آمدند. یکی از انگلیسی‌ها، که افسر بود، توسط مترجم از او پرسید: تو فرمانده این عده هستی؟ خالو حسین انکار کرد. افسر انگلیسی به مجرد شنیدن انکار او، عصبانی شده و تپانچه‌اش را از کمر درآورد و به طرف خالو نشانه رفت.
اما مشاهدهٔ خون زیادی که از دست و پای او می‌رفت، آن افسر را از کشتن او منصرف کرد.
بلافاصله پس از جنگ کوه کزی شایعه کشته شدن خالوحسین در جنگ، در سرتاسر جنوب و حتی روزنامه‌های شیراز و تهران انتشار یافت. روزنامه «رعد» به سردبیری «سید ضیاءالدین طباطبائی»، نیز در ستون اخبار داخلی کشور با استناد به تلگراف‌های رسیده از برازجان به وزارت داخله، خبر کشته شدن خالو را منتشر کرد. امااین خبر زود تکذیب شد.
انگلیسی‌ها پس از محاکمه خالوحسین او را به بوشهر بردند و سوار کشتی نظامی‌کردند و به شهر «بصره» انتقال دادند.
پس از چند ماه زندانی خالوحسین در بصره، «کمال میمد» که با خالوحسین در جنگ کوی کزی اسیر شده و به اردوگاه اسراء در جاوه اندونزی منتقل شده بود، به بصره فرستاده شد و به خالوحسین پیوست. به دنبال بازداشت دکتر لیسترمان قنسول آلمان در بوشهر و بازداشت و تبعید ۱۴ نفر از احرار بوشهر و اسارت خالوحسین، مجاهدین «حزب دموکرات فارس» به رهبری «اورعلیقان خان پسیان» در روز دوم محرم ۱۳۳۴ ق. برابر ۱۸ آبان ۱۲۹۴ ش. (۱۰ نوامبر ۱۹۱۵ م) کودتایی در شیراز ترتیب داده و در اولین اقدام «فردیک اکنورد» کنسول بریتانیا در فارس همراه چند نفر زن و مرد انگلیسی را اسیر کردند. انگلیسی‌ها از شنیدن این خبر آشفته شدند و خود را مهیای حمله به اهرم کردند (اسراء در اهرم بودند) ولی بعد از مدتی مذاکراتی بین انگلیسی‌ها و سران تنگستان برای آزادی به‌طور رسمی آغاز شد. مبادلهٔ نهایی اسراء (۲۰ اگوست ۱۹۱۶ میلادی) به انجام رسید.
مبادله اسرا طی قراردادی در تاریخ هفتم اوت ۱۹۱۵. م/ هفتم شوال ۱۳۳۴. ق در محل سر بَسْت چُغادَک به امضای ماژور تریور، قائم مقام کنسول انگلیس در بوشهر، و زایرخضرخان اهرمی (امیر اسلام) و شیخ حسین خان چاه کوتاهی (سالار اسلام) به انجام رسید. از اولین مفاد این قرارداد (صلح نامه) مبادله اسرا و استرداد اسرای تنگستانی و دشتی که در جنگ گرفتار شده بودند، از جمله خالو حسین دشتی و هر کس دیگری که انگلیسی‌ها در اختیار داشتند.
خالوحسین و کمال میمد در خور خان از کشتی پیاده و مورد استقبال سران دشتی و روحانیون محلی و مردم قرار گرفتند و به وطن برگشتند.

### مبارزه خالوحسین با دولت مرکزی
خالوحسین با خوانین منطقه در برابر سیاست دولت رضاشاه مبنی بر خلع سلاح جنوب ایران و ایلات و عشایر ایستادگی کرد و بسال ۱۳۰۸ شمسی دست به نبرد مسلحانه با نیروهای ارتش دولت مرکزی زد؛ و از خود سازش نشان نداد.

#### به زندان افتادن خالوحسین
در سال ۱۳۱۶ ش. مأموران اطلاعاتی و پلیس سیاسی کشور نقشه کودتا علیه رضا شاه را در فارس و جنوب ایران کشف کردند. افسران مقیم دشتی که دل خونی از مخالفت‌ها و رفتار ضد رژیم خالوحسین داشتند بلافاصله دست به کار شدند و پرونده‌ای برای او ساختند و او را به بهانه توطئه علیه امنیت ملی در بردخون بازداشت کرده و به شیراز اعزام و محکوم به زندان کردند.
به دلیل کهولت و سختی فضای زندان، وضع جسمی خالو رو به وخامت رفت و شدیداً بیمار و زمین‌گیر شد. دوستان و آشنایان به «سرهنگ محمدعلی علوی مقدم» روی آوردند. سرهنگ مقدم که از دوستان خالو بود، بالاخره موفق شد نظر مثبت عمال ژریم رضا شاه را مبنی بر آزادی او جلب کند.
سرانجام خالوحسین پس از تحمل ۱۸ ماه زندان در سال ۱۳۱۸. ش از زندان شیراز آزاد و به روستای زاد بومش بازگشت. وی ۷۳ سال از عمرش سپری شده بود.

## درگذشت
در اواخر سال ۱۳۲۴ ش. خالوحسین دچار بیماری گشت.
چندین ماه با مرگ دست به گریبان بود تا سرانجام در ۷ شعبان ۱۳۶۵ ه‍.ق برابر با ۱۷ تیر ۱۳۲۵ ش (۸ ژوئیه ۱۹۴۶ م) به هنگام ظهر در سن ۸۰ سالگی درگذشت.
پیکر خالوحسین به نجف منتقل شد و در مقبره وادی السلام به خاک سپرده شد.
پس از مرگ خالوحسین شاعران و مرثیه سرایان اشعار و مراثی فراوانی سرودند از جمله قطعه شعری از سید بهمنیار متخلص به مفتون وجود دارد.
خالو حسین در طول زندگی خود چهار بار ازدواج کرد که حاصل این ازدواج‌ها، هفت پسر و پنج دختر می‌باشد.
نام پسرانش عبارتند از: ابوالقاسم، اسماعیل، علی، رضا، عبدالعلی، محمد و غلامرضا. نام دخترانش نیز عبارت است از: شهربانو (بانی)، کلثوم، سکینه، فاطمه و معصومه.

## همرزمان
نام تعدادی از همرزمان، شهدا، اسرا و مجروحین منطقه دشتی در جنگ بین‌الملل اول در رکاب خالو حسین بردخونی:
1. ملا حسین حاجی میدری از اهالی مل‌سوخته
2. حیدر میرزا کمال خالدی از اهالی بردخون
3. عبدالله محبوب از اهالی بردخون
4. علی محمد کاظمیان از اهالی بردخون
5. ملک زایر محمد از اهالی ملاسالمی
6. علی محمد فخرو از اهالی تل سنگ
7. غلام حیدر جمالی از اهالی گزخون
8. حیدر محمدعلی فولادی از اهالی بردخون
9. محمد علی حاج قنبر از اهالی بردخون
10. عبدالله عباس خسروی از اهالی بردخون
11. خسرو مشهدی زایر قاسم خسروی از اهالی بردخون کهنه
12. حسین حاج علی میدری از اهالی مل‌سوخته
13. علی حاجی فرزند غلام از اهالی درود احمد
14. محمد فرید فریدونی از اهالی خرگونه
15. محمد احمد از اهالی تل سنگ
16. محمد علی محمد حسین عابدی از اهالی چاه‌پهن
17. قنبر که در خدمت علی زایر سالم فولادی بوده از اهالی بطانه
18. ملا حسین حاج میرزا مؤمنی از اهالی دمیگز
19. عبدالله احمدی از اهالی گلزنی
20. میرزا آخوند ملا قاسم فخرایی
21. زایر اسماعیل احمدی
22. حسین احمد
23. ملا حسین حاجی
24. حاج قاسم احمدی
25. رئیس عالی محمودی
26. حاج محمد بردستانی
27. سید حسین عزیزی
28. حاج غلام زاید سالم فولادی ساکن درود احمد
29. حاجی زایر سالم فولادی ساکن درود احمد
30. حیدر حسین محمد فولادی ساکن درود احمد
31. محمد اسماعیل فخرایی و همراهان از جم و ریز (که عده‌ای از آنان شهید شدند)
32. محمد فرید گنخکی
33. محمد احمدی
34. اسدالله خالدی
35. حاج حسین قایدی
36. حاج قاسم بردستانی
37. غلامرضا مشهدی فخرایی ساکن مل‌گنزه.

از جمله همرزمانی که از روستای دوراهک به تشویق و پشتیبانی زایر علی مختار، با خالوحسین همراه شدند:
1. ابوالحسن محمدعلی
2. مشهدی نصرا… حسن درویش
3. مشهدی قاسم زایر حاجی
4. علی حاجی احمد
5. مشهدی عبد ا.. حسین عبدالنبی
6. ملا محمدتقی حسن درویش
7. زایر قاسم مصیب
8. زایر حسن محمدعلی و…

مجروحین:
1. حاج فخرالدین پولادی
2. محمد عبدالله فولادی
3. حاجی زایر محمد
4. علی حاجی
5. زایر محمد فخرایی
6. محمد عابدی ساکن مل‌گنزه

## سریال دلیران تنگستان
نقش خالوحسین را در مجموعه تلویزیونی دلیران تنگستان، شهروز رامتین بازی کرده و صدای شهروز ملک‌آرایی بر روی آن گذاشته شده‌است.